# Baker Street (straat)

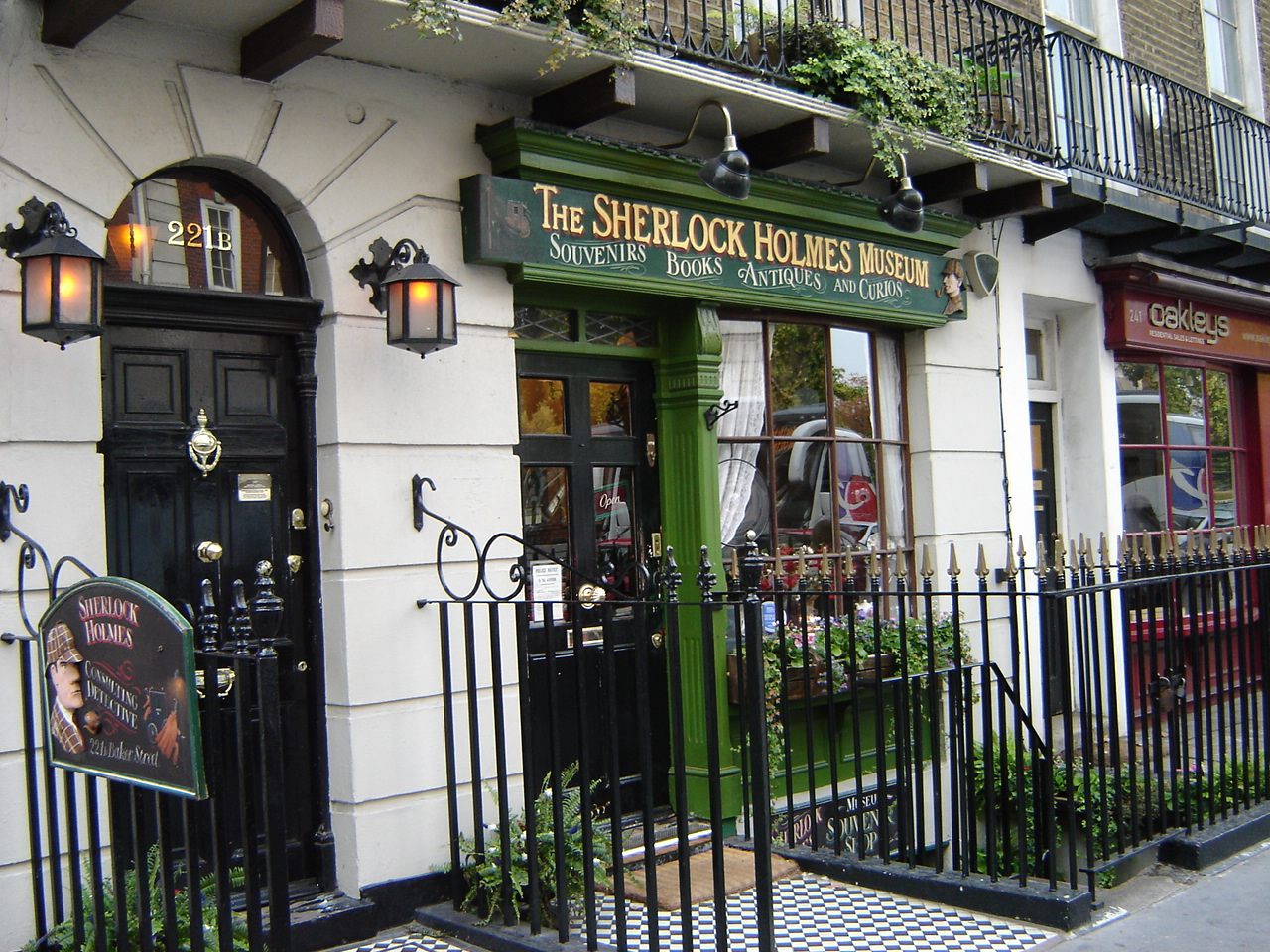
221B Baker Street

Baker Street is een straat in de Londense wijk Marylebone, die deel uitmaakt van de City of Westminster. De straat loopt vanaf Regent's Park in zuidelijke richting en gaat ter hoogte van Wigmore Street over in Orchard Street, die eindigt bij de kruising met Oxford Street.
De straat is genoemd naar de bouwer William Baker, die hem in de 18e eeuw aanlegde. Voorheen was het een gewilde plaats voor betere woonhuizen, maar tegenwoordig zijn er vooral bedrijven en kantoren gevestigd.
Baker Street is vooral bekend geworden als woonplaats van de befaamde fictieve detective Sherlock Holmes, die woonde op het al even fictieve adres 221B Baker Street. De Britse zanger Gerry Rafferty bereikte een deel van zijn faam met een naar de straat genoemde song.
In 1835 werd de eerste tentoonstelling van het wassenbeeldenmuseum Madame Tussauds geopend in Baker Street. In 1884 verhuisde het naar de nabijgelegen Marylebone Road. In 1863 opende fotostudio Elliott & Fry op nummer 55 en 56 zijn deuren, alwaar ze tot 1919 gevestigd bleven. In 1990 werd op nummer 239 het Sherlock Holmes Museum geopend. Met toestemming van de City of Westminster werd het huisnummer veranderd in 221B. Een standbeeld van Holmes staat bij het metrostation Baker Street.